# Петър Тончев
Петър Георгиев Тончев е български офицер, полковник.

## Биография
Петър Тончев е роден на 29 август 1897 г. в търновското село Михалци. През 1919 г. завършва Военното училище в София, а през 1935 г. и Военната академия. От 1940 г. преподава във Военната академия. Служи в първа жандармерийска дружина, а от 1929 г. в двадесет и първи пехотен полк. От 1933 г. е в щаба на втора пехотна тракийска дивизия. През 1938 г. е назначен на служба в щаба на осма пехотна тунджанска дивизия. През 1943 г. е назначен за началник-щаб на втори окупационен корпус. От 1944 г. е командир на седемнадесета пехотна щипска дивизия. Същата година става флигел-адютант на Симеон II. На 4 ноември 1944 г. е назначен за командир на пета пехотна дунавска дивизия. В периода 15 януари 1945 – 13 юли 1946 г. е началник на Военната академия. Уволнен е на 13 юли 1946 г. .

## Военни звания
- Подпоручик (1919)
- Поручик (30 януари 1923)
- Капитан (15 юни 1928)
- Майор (6 май 1935)
- Подполковник (6 май 1939)
- Полковник (3 октомври 1942)